# Мансуров, Зуфар Хайретдинович
Мансуров Зуфар Хайретдинович (15 марта 1909 года — 4 октября 1942 года) — советский башкирский поэт, прозаик и переводчик, член Союза писателей СССР, участник Великой Отечественной войны.
Произведения начинают печататься в 1934 году.
В 1941 году принят в ряды Красной Армии, погиб в Великой Отечественной войне.

### Произведения
- Салют. Стихи и переводы. Уфа,1941 год

- Поэма «В песках» и стихи (В коллектином сборнике «Песня остается в строю», Уфа, 1960 год).

Вьются по ветру знамёна,

Частой дрожью землю бьет.

В дальний путь

Поэскадронно

Кавалерия идет.

Кавалерия летит, -

Лишь огонь из-под копыт!
В Уфе Национальной библиотеке имени Ахмет Заки Валиди для студентов Башкирский государственный  университет прошел открытый урок в форме литературной композиции, посвященный поэтам — фронтовикам «Ваше мужество- вечно в наших сердцах» (2015). Студенты подготовили доклады о малоизвестных башкирских поэтах, погибших во время Великой Отечественной войне.